# زیردریایی یو-۲۴۷
زیردریایی یو-۲۴۷ (به انگلیسی: German submarine U-247) یک زیردریایی بود که طول آن ۶۷٫۱ متر (۲۲۰ فوت ۲ اینچ) بود. این زیردریایی در سال ۱۹۴۳ ساخته شد.